# Casa natal de Joaquim Nabuco
A Casa natal de Joaquim Nabuco, também chamado de Casa Rua da Imperatriz, nº 147 é um edifício tombado pelo FUNDARPE e pelo IPHAN por causa de sua importância cultural. Foi o local onde nasceu Joaquim Aurélio Barreto Nabuco de Araújo (Recife, 19 de agosto de 1849 – Washington, 17 de janeiro de 1910) responsável pelo início do movimento abolicionista no Brasil. Está localizado na Rua da Imperatriz, nº 147 no Recife (PE).
O prédio foi construído em estilo colonial com algumas características do neoclassico e atualmente abriga áreas comerciais localizadas no térreo, e áreas residenciais localizadas nos andares superiores. O imóvel encontra-se descaracterizado e mal conservado devido ao abandono e a desocupação do centro histórico de Recife.

## Tombamento
O imóvel foi tombado pelo IPHAN no dia 23 de agosto de 1949 em nível nacional (processo nº 396-T-48, insc. Nº259, livro histórico, folha 45) e pela FUNDARPE (Fundação do Patrimônio Histórico e Artístico de Pernambuco) em nível estadual (Livro Edifícios e Monumentos Isolados, folhas 04 e 04 verso, nº51). Além disso, o imóvel está localizado em um sítio histórico municipal chamado ZEPH (Zona Especial de Preservação Histórico-Cultural) em seu setor de preservação rigorosa (SPR-1) submetida as recomendações e diretrizes da Lei nº13957/79 e decreto nº 11.888/81, além do Plano Diretor do Recife, Lei nº17511/08.